# Michael Schulman
Pour les articles homonymes, voir Schulman.
 (février 2017).
Si vous disposez d'ouvrages ou d'articles de référence ou si vous connaissez des sites web de qualité traitant du thème abordé ici, merci de compléter l'article en donnant les références utiles à sa vérifiabilité et en les liant à la section « Notes et références ».
Mike Schulman est président du conseil d’Anaheim Arena Management (AAM), chef de la direction d'Anaheim Ducks hockey Club (ADHC), Président du Comité des commissaires aux Ducks d'Anaheim de la Fondation et il siège au conseil d'administration de NHL Enterprises. En outre, il est directeur général de H & S Ventures, l'entité qui gère les Samueli Familly Office, AAM et ADHC. Schulman rapports directement aux propriétaires de Dr. Henry Samueli et Susan Samueli et il est responsable de la gestion et de la planification à long terme de leurs entités sans but lucratif.

## Biographie
Le rôle Schulman avec Honda Center a commencé bien avant d'être nommé président de l'AAM en décembre 2003. Schulman a été le négociateur en chef pour le compte de la famille Samueli dans l'acquisition du contrat de gestion de la cour de faillite et de la Ville d'Anaheim. Il agit comme agent de liaison entre la famille et de la gestion Samueli AAM et supervise toutes les décisions financière, juridique et de bienfaisance de l'arène. Il agit également comme agent de liaison avec les autres partenaires de l'AAM et la ville d'Anaheim. En outre, Schulman supervise tous les projets à long terme de capitaux, dont le Marquee autoroute 57, deux anneaux 360 LED, refonte de la salle vidéo et du remodelage des bureaux de la compagnie et des vestiaires.
Son rôle à l'AAM inclut la surveillance des affaires et aux opérations hockey. Il a été le négociateur en chef pour le compte de la famille Samueli à travailler avec Disney sur l'achat des Ducks d'Anaheim et également avec la Ligue nationale de hockey en qualification de la famille Samueli pour l'achat de l'équipe. Il est responsable du développement des glaces supplémentaires et patinage à roulette dans le comté d'Orange et a contribué à l'achat du club de Roller Hockey Anaheim, le Huntington Beach Coast 2 patinoires et le Westminster Incwe Rink. Schulman a aussi participé avec la famille à changer le nom de l'équipe et le logo, et en formant les Ducks d'Anaheim Fondation.
Le rôle de Schulman à H & S Ventures est multi-facette. Il est le directeur général du bureau de la famille qui supervise l'ensemble de la famille et les opérations à but non lucratif. H & S Ventures sert le gestionnaires de l'AAM et l'ADHC ainsi qu'un certain nombre d'entités commerciales dans lesquelles Les Samuelis sont impliqués.
Schulman siège aux conseils d’Anaheim Arena Management, Anaheim Ducks Hockey Club, Sports Holdings Anaheim, Anaheim Ducks Fondation et HS Hockey Developpement. Auparavant, il a siégé aux conseils d'asministration de Commercial Capital Bank Corp., une compagnie publique inscrite à la Bourse NASDAQ. Il est aussi actuellement membre du conseil d'administration de ski de Telluride, Golf Company et KDOC Télévision.
Schulman siège également au conseil de nombreux organismes sans but lucratif. Il a été membre de l'Université de la Californie, Irvine Conseil de fondation depuis 1991 et est membre du Comité de gérance. Il fut l'un des membres fondateurs et ancien président de l'UCI prévus pour donner du Leaderships Council. Schulman siège au conseil d'administration de la Fondation Samueli, Samueli Institute for Information Biology, l'Association étudiante juive du comté d'Orange et les Ducks d'Anaheim Fondation.
Après avoir obtenu son baccalauréat des arts en économie de l'université de Californie à Berkeley, Schulman va ensuite à l'Université de droit de Santa Clara. En outre, Schulman a étudié l'économie pendant un an à l'université de Leeds, en Angleterre.
Après l'école de droit, il a été embauché comme professeur de droit à temps plein à l'université du Sud de la Californie, après quoi il était un avocat pratiquant pour un certain nombre d'années et associe du cabinet d'avocats McDermott, Will & Emery.
Originaire de la Californie, Michael et son épouse Sherry, ont quatre enfants (Annie, Danille, Bryant et Natasha) et résident actuellement à Laguna Beach.